# Jacek Królik

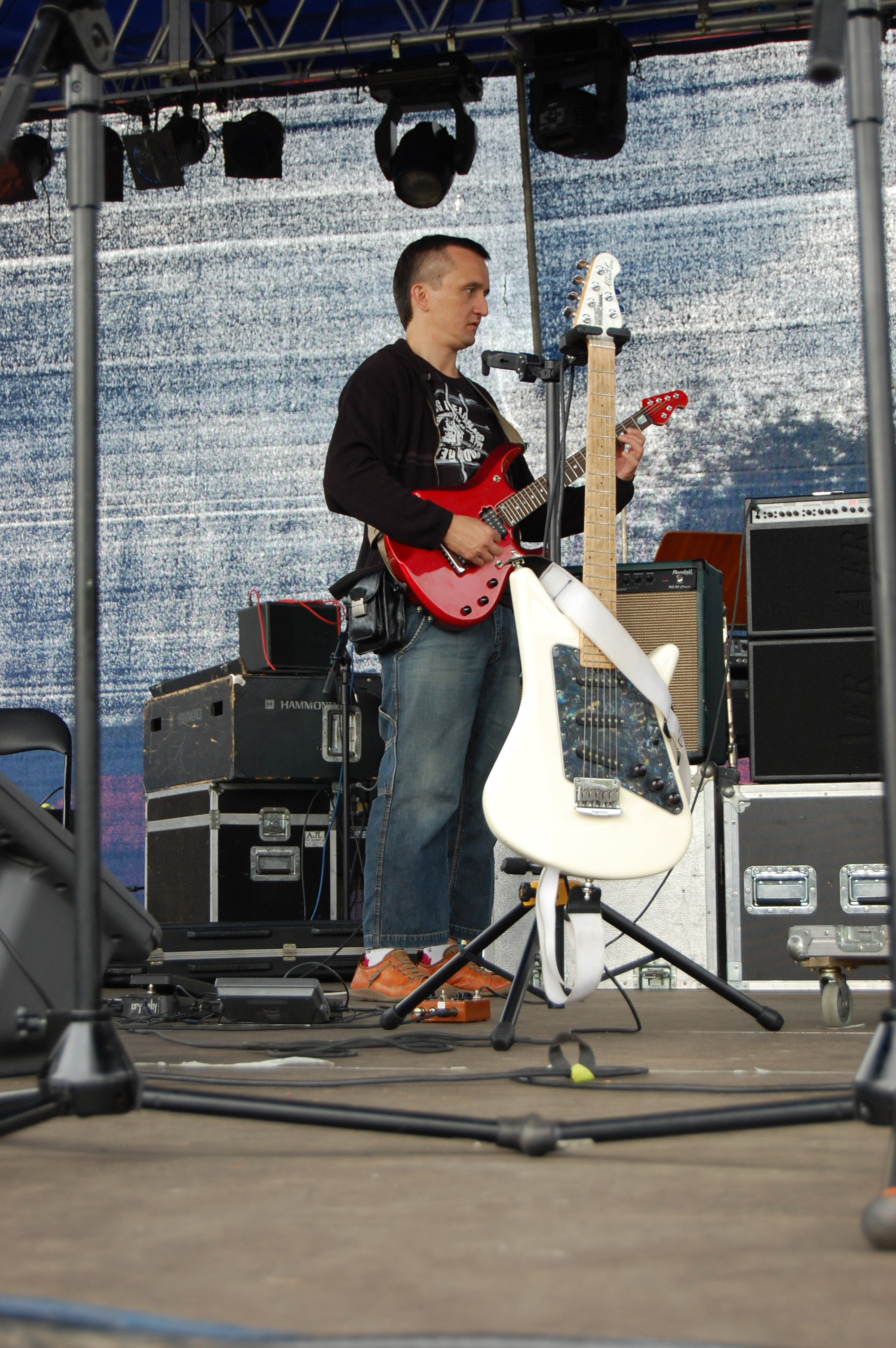
Jacek Królik przed Inowrocławską Nocą Solannową 2007.

Jacek Tadeusz Królik (ur. 2 grudnia 1967 w Krakowie) – polski gitarzysta, muzyk sesyjny, członek zespołu Grzegorza Turnaua, Andrzeja Sikorowskiego oraz grup muzycznych Królik, Kreszendo i występującego z Krzysztofem Cugowskim „Zespołu Mistrzów”, do 2009 członek zespołu Brathanki. Członek Akademii Fonograficznej ZPAV.

## Życiorys
Karierę gitarzysty rozpoczął w zespole Dekiel, który przyniósł jemu i innym muzykom grającym w tym zespole dużą popularność. W 1986 roku był współtwórcą zespołu Chłopcy z Placu Broni, który w 1987 roku zakwalifikował się do finału Festiwalu w Jarocinie. Na początku lat 90. nagrywał jako muzyk sesyjny. W 1993 roku współpracował z zespołem Lombard, z którym nagrał album Afryka. Następnie grał w zespole „Dogs” występującym z Urszulą, z którą nagrał album Biała droga. Udzielał się także w zespole Tilt. W 1994 roku poznał Grzegorza Ciechowskiego, z którym w 1996 roku nagrywał płytę OjDADAna. Ponadto w tym czasie współpracował z Justyną Steczkowską, Renatą Przemyk i Krzysztofem Antkowiakiem. W 1995 roku społecznie nagrał gitary na płycie pt. „Nadzieja” z zespołem Zmartwychwstańcy z WSD Zmartwychwstańców w Krakowie.
Od 1996 roku do dziś jest stałym członkiem zespołu Grzegorza Turnaua, z którym nagrywa zarówno albumy studyjne artysty jak i muzykę filmową. W roku 1997 wziął udział w nagraniu płyty Kabaretu OT.TO „7777”. W latach 1998 i 1999 grał w zespole Edyty Górniak, uczestnicząc w jej trasie koncertowej, w wyniku której powstała płyta „Live ’99”. Jeszcze w 1999 roku został zaproszony przez Janusza Musa do grania w zespole Brathanki, w którym grał do jesieni 2009 roku. Razem z Ryszardem Sygitowiczem powołał do życia okazjonalny zespół gitarowy Giganci Gitary. W roku 2003 wziął udział razem z wieloma innymi wybitnymi muzykami w nagraniu płyty Anny Treter „Na południe”. W tym samym roku zaczął grać w krakowskim zespole smoothjazzowym „Kreszendo”, z którym nagrał płyty „Stało się” (2003) i „Tu i teraz” (2008).
W 2005 roku brał udział w nagrywaniu płyty Mai i Andrzeja Sikorowskich „Kraków-Saloniki”. W 2007 roku udzielał się w zespole Charming Beauties a także w Funk De Nite, z którym nagrał płytę „What!So What!”. W 2008 roku towarzyszył Grzegorzowi Turnauowi na „Koncercie wśród dźwigów” w Szczecinie, upamiętniającym wydarzenia ze Szczecińskiego Sierpnia '88, na którym polscy artyści wykonywali utwory z repertuaru grupy Republika. Grzegorz Turnau przy akompaniamencie gitarowym Jacka Królika wykonał utwory „Stojąc w kolejce” i „Śmierć na pięć” a w finale koncertu Jacek Królik wraz z zespołem Macieja Silskiego oraz innymi wykonawcami tego koncertu wykonał utwór „Nie pytaj o Polskę”. Razem z Grzegorzem Turnauem udzielał i udziela się na niemal wszystkich występach jako członek stałego zespołu a także w kameralnym duecie z Grzegorzem Turnauem w cyklu koncertów „Wieczór sowich piosenek”. W 2009 roku Jacek Królik po raz pierwszy skomponował muzykę filmową do komedii Juliusza Machulskiego „Ile waży Koń Trojański?”, którą nagrał z krakowskimi muzykami: Sławomirem Bernym (perkusja, instrumenty perkusyjne), Łukaszem Adamczykiem (gitara basowa), Michałem Jurkiewiczem (instrumenty klawiszowe, akordeon) i Agnieszką Jurkiewicz (flet). Jesienią 2009 roku uczestniczył w koncercie z Okazji 60. urodzin Andrzeja Sikorowskiego razem z kontrabasistą Tomaszem Kupcem jako sekcja instrumentalna. Na gitarze akustycznej towarzyszy na koncertach Andrzejowi oraz Mai Sikorowskim. W latach 2008–2014 udzielał się w autorskim projekcie Michała Jurkiewicza „Śrubki” razem z m.in. Łukaszem Adamczykiem, Sławomirem Bernym, Leszkiem Szczerbą i Wojtkiem Fedkowiczem. Razem z grupą „Śrubki” Jacek Królik wziął udział w nagraniu dwóch autorskich płyt Michała Jurkiewicza: „Śrubki” (2010) oraz „Gra mandolina” (2012) a także albumu Andrzeja i Mai Sikorowskich „Sprawa rodzinna” (2010). Razem z Markiem Napiórkowskim zagrał szereg koncertów promujących nowe modele gitar elektroakustycznych Yamaha. W latach 2011 – 2014 był członkiem zespołu Haliny Mlynkovej, z którą nagrał dwa albumy: „Etnoteka” (2011) oraz „Po drugiej stronie lustra” (2013). W 2012 roku współpracował z zespołem Wu-Hae, z którym nagrał album „Merry crisis and a happy new fear”. Razem z zespołem Wu-Hae wystąpił gościnnie podczas koncertu w Muzeum Lotnictwa Polskiego w Krakowie. Ponadto udzielał się jako muzyk sesyjny w projektach muzycznych takich wykonawców jak: Ola Bieńkowska czy Monika Gawrońska oraz na licznych warsztatach i festiwalach gitarowych, m.in. „Solo życia”. Uczestniczył w nagraniu jingli radiowych m.in. Radia Leliwa, Antyradia oraz Polskiego Radia Białystok. Od 2015 roku wraz z Robertem Chojnackim, Mieczysławem Jureckim, Ryszardem Sygitowiczem i Tomaszem Zeliszewskim współtworzy zespół WIEKO, który wydał w 2016 roku album „Błękitny dym” oraz nagrany dla celów charytatywnych fundacji „Mimo wszystko” Anny Dymnej - „Czarodziejski winyl”, z udziałem takich gości, jak m.in.: Wanda Kwietniewska, Majka Jeżowska, Zbigniew Wodecki, Marek Piekarczyk, Grzegorz Turnau, Andrzej Sikorowski czy Adam Nowak. Brał udział również w nagraniach utworów Roberta Chojnackiego.
5 grudnia 2017 roku w krakowskim klubie Forty Kleparz odbył się koncert z okazji 50 urodzin Jacka Królika. W pierwszej części koncertu wystąpił on ze swoim zespołem w składzie: Łukasz Adamczyk (gitara basowa), Michał Jurkiewicz (instrumenty klawiszowe), Wojtek Fedkowicz (perkusja), natomiast w drugiej w towarzystwie zespołu giganci gitary: Ryszard Sygitowicz (gitara), Mieczysław Jurecki (gitara basowa), Wojtek Fedkowicz (perkusja) oraz gościnnie Wojciech Cugowski. Ponadto gościnnie w koncercie udział wzięli: Andrzej Sikorowski, Grzegorz Turnau, Marcin Furmański i Robert Chojnacki. Koncert zakończyło półtoragodzinne urodzinowe jam session z udziałem wielu muzyków. Koncert zbiegał się z premierą solowej płyty „Królik” nagranej w składzie: Królik, Adamczyk, Jurkiewicz, Fedkowicz, z gościnnym udziałem Roberta Kubiszyna (gitara basowa) oraz Ryszarda Sygitowicza (gitara). Album otrzymał nominację do nagrody Fryderyki 2018 w kategorii „Fonograficzny debiut roku”.
Obecnie nagrywa i koncertuje jako stały członek zespołów Grzegorza Turnaua oraz Andrzeja Sikorowskiego. Ponadto współpracuje z Krzysztofem Cugowskim (Zespół Mistrzów), Robertem Chojnackim oraz w projektach muzycznych m.in. Zbigniewa Preisnera czy Jana Kantego Pawluśkiewicza. Występuje ze swoim akustycznym trio z Łukaszem Adamczykiem (gitara basowa) oraz Mirosławem Hadym (instrumenty perkusyjne) oraz z grupą Yamaha Recording Band (z Wojtkiem Olszakiem, Wiktorem Tatarkiem, Michałem Grottem i Hubertem Kostyrą). Jest endorserem i użytkownikiem sprzętu takich firm, jak: Ernie Ball, Yamaha, Washburn, Randall, AER, T-Rex.

## Instrumentarium

### Gitary elektryczne
- Music Man Axis
- Music Man John Petrucci BFR
- Music Man Albert Lee BFR
- Music Man Luke
- Music Man Luke III Custom
- Music Man John Petrucci BFR Baritone
- Music Man 25th Anniversary
- Fender Stratocaster Elite
- Fender Telecaster
- Washburn Parallaxe
- Washburn WI68
- Washburn WI66
- Washburn A20V Limited Edition
- Washburn J7
- Washburn SI61
- Gibson Joe Perry Boneyard Les Paul (2 szt.)
- Gibson SG
- Gibson ES-175
- Rybicki Custom
- Epiphone Les Paul
- Kramer Night Swan
- Yamaha Revstar

### Gitary akustyczne
- Yamaha LSX36
- Yamaha LS36 ARE
- Yamaha LLX36 C
- Yamaha NTX2000
- Yamaha SLG200 S
- Seagull S6
- Dell’arte Sweet Chorus
- Washburn D46 SCE
- Washburn Rover
- Martin Backpacker
- Oscar Schmidt Autoharp
- Washburn Tahoe
- Alvarez ABT60 Baritone
- dobro Tanglewood TMR Resonator
- Patrick Eggle Custom

### Pozostałe
- Washburn Mandolin
- Ermelinda Silvestri Mandolin
- Washburn Ukulele

## Dyskografia

### Albumy z Grzegorzem Turnauem
- 1997 Tutaj jestem
- 1998 Księżyc w misce
- 1999 Ultima
- 2002 Nawet
- 2003 Kołysanki – utulanki – Magda Umer, Grzegorz Turnau
- 2004 Cafe Sułtan
- 2005 Zakochany Anioł (muzyka z filmu Zakochany Anioł)
- 2005 11:11
- 2006 Historia pewnej podróży
- 2010 Ino – Grzegorz Turnau i przyjaciele (album niedostępny w sprzedaży)
- 2010 Fabryka klamek
- 2011 Och! Turnau Och-Teatr 18 V 2011
- 2014 Jan Kanty Pawluśkiewicz. Antologia. Volume 5: Grzegorz Turnau Czas Błękitu
- 2018 Bedford School

### Pozostałe albumy
- 1991 Krzyż – Chłopcy z Placu Broni
- 1993 Kocham Cię – Chłopcy z Placu Broni
- 1994 Piosenki dla dzieci od lat 5 do 155 – Chłopcy z Placu Broni
- 1994 Afryka – Lombard
- 1995 Uśmiechnij się! – Chłopcy z Placu Broni
- 1996 Biała droga – Urszula
- 1996 OjDADAna – Grzegorz Ciechowski
- 1996 Dziewczyna Szamana – Justyna Steczkowska
- 1996 Andergrant - Renata Przemyk
- 1997 Naga – Justyna Steczkowska
- 1997 7777 – Kabaret OT.TO
- 1997 Gold – Chłopcy z Placu Broni
- 1997 Niebo do wynajęcia – Robert Kasprzycki
- 1998 Zakręcona – Reni Jusis
- 1999 Live ’99 – Edyta Górniak
- 1999 Hormon - Renata Przemyk
- 2000 Ano! – Brathanki
- 2000 Gwiazdy spadają z nieba – Chłopcy z Placu Broni
- 2000 Największe przeboje – Chłopcy z Placu Broni
- 2001 Patataj – Brathanki
- 2001 Kaja Paschalska – Kaja Paschalska[7]
- 2003 Galoop – Brathanki
- 2003 Na południe – Anna Treter
- 2004 Kocham wolność – Chłopcy z Placu Broni
- 2005 Kraków-Saloniki – Maja Sikorowska i Andrzej Sikorowski
- 2006 Tacy samotni – Krzysztof Krawczyk
- 2006 Słodka chwila zmian – Basia Stępniak-Wilk
- 2007 Gwiazdy polskiej muzyki lat 80. – Chłopcy z Placu Broni
- 2008 Hey Jimi – Polskie gitary grają Hendrixa: „Crosstown Traffic”, „Little Wing”, „Angel”
- 2008 Astrid Lindgren – Ewa Bem, Grzegorz Turnau i dzieci śpiewają
- 2009 Nigdy nie jest za późno – Krzysztof Krawczyk
- 2010 Śrubki – Śrubki
- 2010 Sprawa rodzinna – Maja i Andrzej Sikorowscy
- 2010 Markowski & Sygitowicz (w utworach: „Z duszą na ramieniu”, „Nie da rady”, „Chcesz więcej”)
- 2010 Zmowa z zegarem – Andrzej Sikorowski
- 2012 Merry crisis and a happy new fear – Wu-Hae[8]
- 2012 Gra mandolina – Michał Jurkiewicz
- 2016 Błękitny dym – WIEKO
- 2020 50/70 Moje najważniejsze – Krzysztof Cugowski[9]
- 2020 Horyzont – Krzysztof Krawczyk (w utworach: „Na zawsze razem ty i ja”, „Dziś dla ciebie chcę”)[10]

## Filmy
(źródło:)
- 2005 Zakochany Anioł
- 2006 Kto nigdy nie żył...
- 2008 Niezawodny system
- 2008 Trzeci oficer
- 2008 Ile waży koń trojański?